# Michał Rapacz
Michał Rapacz (16. září 1904, Tenczyn – 12. května 1946, Płoki) polský římskokatolický kněz, zavražděný komunistickou milicí. Katolická církev jej uctívá jako blahoslaveného mučedníka.

## Život
Narodil se dne 16. září 1904 v obci Tenczyn v okrese Myślenice rodičům Janu Rapaczovi a Marianně roz. Wójcik. Jeho rodiče, hluboce věřící, byli farmáři. Vystudoval gymnázium v Myślenicích a v roce 1926 vstoupil do kněžského semináře krakovské arcidiecéze. Studoval také na teologické fakultě Jagellonské univerzity. Dne 1. února 1931 byl vysvěcen na kněze pro krakovskou arcidiecézi.
Byl poslán do farnosti v Płoki, kde působil v letech 1931–1933 jako farní vikář. Věnoval se pastoraci chudých a nemocných a byl aktivní mezi mládeží. Roku 1933 byl přeložen do farnosti sv. Vavřince a Kazimíra v Rajczi. V roce 1937 se vrátil do Płoki, kde se 1. listopadu stal farářem zdejší farnosti.
Po obsazení Polska Rudou armádou komunisté posílili svůj vliv v okrese Chrzanów, ve kterém se jeho farnost nacházela. Místní komunističtí aktivisté požadovali o připojení Polska k Sovětského svazu. V té době začal dostávat útočné výhrůžky.
Rozsudek smrti nad ním padl pravděpodobně v dubnu 1946 na schůzi komunistické strany v Trzebinii. Účastníkem setkání byl poté varován. a přemlouván, aby Płoki urychleně opustil, což s odkazem na své pastorační povinnosti a svědomí odmítl.
V noci z 11. na 12. května 1946 (ze soboty na neděli) vtrhla do budovy fary milice asi dvaceti komunistických aktivistů, která jej poté, co mu pravděpodobně přečetla rozsudek vyvedla z fary (svědkem útoku byla Katarzyna Kutryba, jeho sestra, která zde vedla statek a kterou útočníci zamkli v pokoji). Byl tažen na laně kolem kostela, bit a poté odvezen do lesa vzdáleného přibližně 1 km. Tam byl zasažen tvrdým předmětem do hlavy a zastřelen čtyřmi ranami z pistolí.
Okolnosti smrti byly analyzovány na základě zprávy faráře v Trzebinii Fr. Leona Bzowskeho z roku 1946, svědectví více než patnácti svědků, balistických testů a pitevní zprávy. Roku 1996 bylo ohledně jeho smrti zahájeno nové vyšetřování na základě zprávy, kterou obdržela Komise pro zločiny proti polskému národu. Byla identifikována jména agentů, ale proti nikomu nebylo vzneseno žádné obvinění. V roce 2002 bylo vyšetřování zastaveno.
Byl pohřben ve své rodné farnosti v Lubni vedle své nedávno zesnulé matky. Roku 1980 bylo jeho tělo exhumováno a pohřbeno v kostele v Płoki. Dne 19. dubna 2024 byly jeho ostatky znovu exhumovány a uloženy do bočního oltáře ve svatyni Panny Marie Ochránkyně pracujících rodin v Płoki.

## Úcta
Jeho beatifikační proces započal dne 10. března 1993, čímž obdržel titul služebník Boží. Dne 24. ledna 2024 podepsal papež František dekret o jeho mučednictví.
Blahořečen pak byl dne 15. června 2024 ve svatyni Božího milosrdenství v Krakově. Obřadu předsedal jménem papeže Františka kardinál Marcello Semeraro.
Jeho památka je připomínána 12. května. Bývá zobrazován v kněžském oděvu.